# Place Lise-et-Artur-London
La place Lise-et-Artur-London est une voie du 12e arrondissement de Paris.

## Situation et accès
La place Lise-et-Artur-London se trouve à l'intersection du boulevard Poniatowski, de l'avenue de la Porte-de-Charenton et de la rue Ferdinand-de-Béhagle. Elle est située à côté de la station Porte de Charenton de la ligne 8 du métro et de la station du même nom de la ligne de tramway T3a.

## Origine du nom

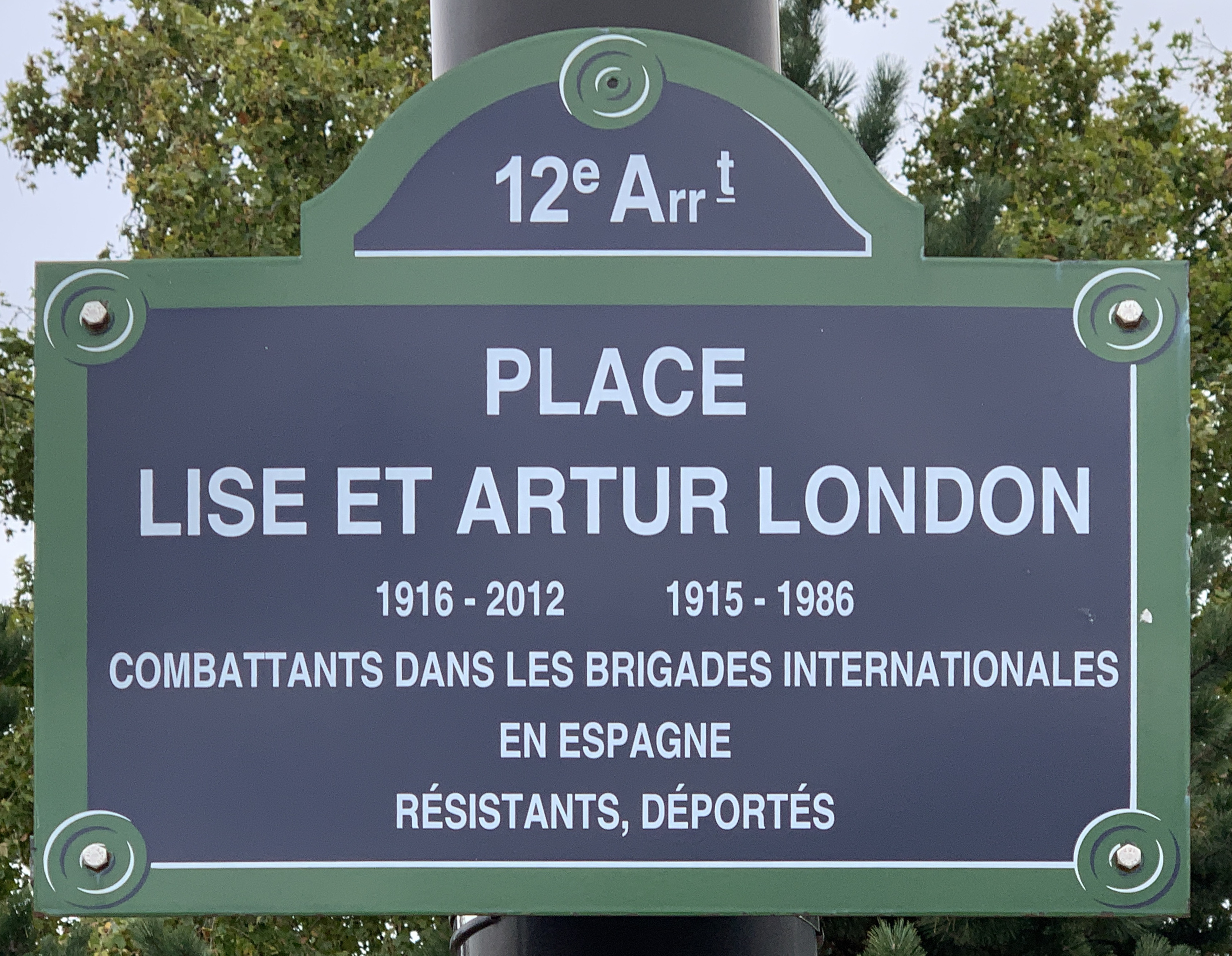
Plaque de la place.

Depuis un vote du Conseil de Paris de 2012, elle porte le nom des militants communistes Lise et Artur London, membres des Brigades internationales puis résistants et déportés pendant la Seconde Guerre mondiale. Artur London, vice-ministre après-guerre au sein du régime communiste tchécoslovaque, avait ensuite été victime des procès de Prague.

## Historique
La place est inaugurée le 29 août 2017.